# Governo Kohl V
Il quinto governo Kohl è stato il diciottesimo governo della Repubblica Federale Tedesca, in carica dal 17 novembre 1994 al 25 ottobre 1998 durante la 13ª legislatura del Bundestag.
Il governo, con Helmut Kohl come cancelliere, era sostenuto da una coalizione "giallo-nera" composta dall'Unione Democratico Cristiana (CDU), dall'Unione cristiano sociale bavarese (CSU) e dal Partito liberaldemocratico (FDP).
Il governo si formò a seguito delle Elezioni del 1994.
Nelle Elezioni del 1998, Kohl si ripresentò per la quinta volta. Le elezioni vennero vinte dalla sinistra, e la coalizione "rosso-verde" guidata da Gerhard Schröder formò il primo governo Schröder appoggiato dalla SPD e da Alleanza 90/I Verdi. Si chiudeva così, dopo 16 anni, l'era Kohl.

## Situazione Parlamentare
| Camera    | Collocazione | Partiti                           | Seggi     |
| --------- | ------------ | --------------------------------- | --------- |
| Bundestag | Maggioranza  | CDU (244), CSU (50), FDP (47)     | 341 / 672 |
| Bundestag | Opposizione  | SPD (252), I Verdi (49), PDS (30) | 331 / 672 |

## Composizione
| Ministero                                                 | Nome | Nome                                                  | Partito |
| --------------------------------------------------------- | ---- | ----------------------------------------------------- | ------- |
| Cancelliere federale                                      |      | Helmut Kohl                                           | CDU     |
| Affari esteri, Vice-cancelliere                           |      | Klaus Kinkel                                          | FDP     |
| Interni                                                   |      | Manfred Kanther                                       | CDU     |
| Giustizia                                                 |      | Sabine Leutheusser-Schnarrenberger fino al 17/01/1996 | FDP     |
| Giustizia                                                 |      | Edzard Schmidt-Jortzig                                | FDP     |
| Finanze                                                   |      | Theodor Waigel                                        | CSU     |
| Economia                                                  |      | Günter Rexrodt                                        | FDP     |
| Agricoltura e foreste                                     |      | Jochen Borchert                                       | CDU     |
| Lavoro e solidarietà sociale                              |      | Norbert Blüm                                          | CDU     |
| Difesa                                                    |      | Volker Rühe                                           | CDU     |
| Famiglia e gioventù                                       |      | Claudia Nolte                                         | CDU     |
| Sanità                                                    |      | Horst Seehofer                                        | CSU     |
| Trasporti                                                 |      | Matthias Wissmann                                     | CDU     |
| Ambiente                                                  |      | Angela Merkel                                         | CDU     |
| Poste e telecomunicazioni Ministero sciolto il 31/12/1997 |      | Wolfgang Bötsch                                       | CSU     |
| Territorio, città ed edilizia                             |      | Klaus Töpfer fino al 14/01/1998                       | CDU     |
| Territorio, città ed edilizia                             |      | Eduard Oswald                                         | CSU     |
| Formazione, scienza, ricerca e tecnologia                 |      | Jürgen Rüttgers                                       | CDU     |
| Cooperazione economica e sviluppo                         |      | Carl-Dieter Spranger                                  | CSU     |
| Senza portafoglio                                         |      | Friedrich Bohl Capo della cancelleria federale        | CDU     |